# Stagnicola (schimmel)
Stagnicola is een monotypisch geslacht van schimmels behorend tot de familie Mythicomycetaceae. Het geslacht bevat een soort: Stagnicola perplexa.